# Ted Lieu
Ted W. Lieu (ur. 29 marca 1969 w Tajpej na Tajwanie) – amerykański polityk, członek Partii Demokratycznej.

## Działalność polityczna
Od 2005 do 2010 zasiadał w Zgromadzeniu Stanowym Kalifornii, a od 2011 w Senacie stanu Kalifornia. Od 3 stycznia 2015 jest przedstawicielem 33. okręgu wyborczego w stanie Kalifornia w Izbie Reprezentantów Stanów Zjednoczonych.